# Take the Box
"Take the Box" é uma canção da cantora e compositora inglesa Amy Winehouse do seu álbum de estreia, Frank (2003). Lançado como segundo single do álbum em 12 de janeiro de 2004, foi o single mais bem-sucedido de Frank, chegando ao número 57 no UK Singles Chart.
O lado B do single apresentava um cover de "Round Midnight", escrito por Thelonious Monk.
O personagem da música está no processo de descartar seu ex-amante e deixá-lo, depois de descobrir que ele está tendo um caso. A música detalha sua aceitação do fato de que acabou quando ela diz ao amante para literalmente "pegar a caixa", incluindo presentes de amor que ele já havia lhe dado. Dentro da narrativa das músicas do seu álbum de estreia, colocado de modo a indicar um enredo, "Take the Box" indica o rompimento do relacionamento.
Winehouse expressou insatisfação com seu álbum Frank, no entanto, ela mencionou especificamente essa música em uma entrevista para o uso de cordas. Ela afirmou: "...Eu acho que eles colocaram cordas falsas em 'Take the Box', mas eu não fazia parte disso, eu NUNCA teria colocado cordas no meu disco, NUNCA. E esse cara, fazendo a mixagem dessa música ele nem pensava nisso. Woah, eu fiquei muito amarga lá. Realmente chateada, porque eu odeio aquele cara que fez isso."

## Músicos
- Guitarra – Jeremy Shaw
- Bateria [Adicional] – Richard Wilkinson
- Trompa – Timothy Hutton

## Videoclipe
Um videoclipe foi produzido para promover o single. Ele mostra Winehouse trabalhando em uma sala de discoteca vazia enquanto os últimos convidados saem, ela entra no salão que é iluminado por muitas pequenas bolas de discoteca. As cenas intercalavam com ela em um vestido vermelho cantando com seu violão e ela pelas mesas e cadeiras vazias olhando melancolicamente ao redor do palco vazio.

## Faixas
CD Britânico
(CID 840; Lançado: 12 de Janeiro de 2004)
1. "Take The Box"
2. "Round Midnight"
3. "Stronger Than Me" (Ao Vivo)

CD Promo Britânico
(CIDDJ 840; Lançado: 2004)
1. "Take The Box" - 3:19

12" Vinil Britânico
(12 IS 840; Lançado: 2004)
Lado A
1. "Take The Box" (Mix de Seiji's Buggin')

Lado B
1. "Take The Box" (Mix de The Headquarters)

12" Vinil Promo Britânico
(12 ISX 840 DJ; Lançado: 2004)
Lado A
1. "Take The Box" (Mix de Seiji's Buggin')

Lado B
1. "Take The Box" (Rub de Seiji's Buggin')
2. "Take The Box" (Mix de The Headquarters)

## Performance nas Paradas
| Paradas (2004)                 | Melhor posição |
| ------------------------------ | -------------- |
| Reino Unido - UK Singles Chart | 57             |